# Berlin Heights, Ohio
Berlin Heights là một làng thuộc quận Erie, tiểu bang Ohio, Hoa Kỳ. Năm 2010, dân số của làng này là 714 người.

## Dân số
- Dân số năm 2000: 685 người.
- Dân số năm 2010: 714 người.